# Schwiegseln
Schwiegseln war ein Dorf im Regierungsbezirk Gumbinnen, Amtsbezirk Grünweitschen, etwa 10 km südöstlich von Gumbinnen in  Ostpreußen. Die Streusiedlung gehörte zum Standesamtsbezirk Walterkehmen (ab 1938 Großwaltersdorf)/Kreis Gumbinnen und lag in einem Bogen des Flüsschens Schwenteine (ab 1938: Heidewasser).

## Geschichte
Schwiegseln wurde erstmals 1557/1558 und auch 1564/1565 in den Zinsregistern des Hauptamtes Insterburg erwähnt, teilweise in Verbindung mit dem Ort Schwenta Budewethen, dem späteren Budszedszen (1938–1946 Pfälzerwalde). Um 1560 hieß das spätere Schwiegseln litauisch Schwitzlikien (deutsch: Schweislekeimen).
Die Pestepidemie der Jahre 1709 und 1710 forderte in Schwiegseln viele Menschenopfer. Der preußische König Friedrich I. rief ab September 1711 vor allem Schweizer Bürger zur Wiederbesiedlung (Repeuplierung) nach „Preußisch Lithauen“.
In Schwiegseln und in Orten der Umgebung (Matzukehmen, Praßlauken, Walterkehmen, Drutischken, Sziergupchen, Warschiegen, Budszedszen, Sodehnen, Wilkoschen und Szameitschen) wurden ab 1712 französischsprachige Kolonisten aus der Schweiz sowie aus Nassau als Ersatz für die verstorbene einheimische Bevölkerung angesiedelt. Ein Schweizer namens Daniel Dittombèe soll der Neugründer von Schwiegseln gewesen sein. Nach 1945 wurde die Siedlung aufgelassen.

## Namensänderungen
- 1557 litauisch: Schwitzlikien, deutsch: Schweislekeimen
- 1785	Schwiegsten
- 3. Juni 1938 Umbenennung in Schweizerau[2]

## Einwohnerzahlen
- 1885: 111 Einwohner
- 1905:	108 Einwohner
- 1910:	95 Einwohner
- 1919:	76 Einwohner
- 1933:	99 Einwohner
- 1939:	81 Einwohner

## Bedeutende Einwohner
- Max Meyhöfer (* 30. Juli 1889 in Schwiegseln; † 25. Mai 1972 in Unna-Massen), deutscher Gymnasiallehrer und Historiker.